# Kim Vongi
Kim Vongi (hangul: 김원기, RR: Kim Won-gi) (1962. január 6. – 2017. július 27.) olimpiai bajnok dél-koreai birkózó.

## Pályafutása
Az 1984-es Los Angeles-i olimpián kötöttfogás pehelysúlyban aranyérmet nyert.

## Sikerei, díjai
- Olimpiai játékok – kötöttfogás, 68 kg
  - aranyérmes: 1984, Los Angeles